# Lamprosema atsinana
Lamprosema atsinana là một loài bướm đêm trong họ Crambidae.